# Горнешно (Окуловский район)
Горнешно — деревня в Окуловском муниципальном районе Новгородской области относится к Турбинному сельскому поселению.

## Географическое положение
Деревня Горнешно расположена на Валдайской возвышенности, на территории северной части Валдайского национального парка, на западном берегу озера Боровно, в 4 км к северо-западу от деревни Мельница, в 17 км к югу от города Окуловка.
Ближайшие деревни: в 3 км к югу — Боровно; в 2 км к северу — Перевоз; на восточном берегу озера Боровно — Котчино.

## Население
| 2002 | 2009 | 2010 | 2011 |
| ---- | ---- | ---- | ---- |
| 54   | ↘42  | →42  | ↘35  |

## История
Деревня Горнешно впервые упоминается в писцовой книге Деревской пятины в 1495 году — т. н. письма Прокофия Скуратова и Петра Волка Борисова.
Деревня Горнечна принадлежала Васюку Плещееву, а в упоминании в 1581 году — «сельцо Горнечно на озере на Боровне» числилось за — Ильёй Плещеевым.
С начала XIX века до 1924 сельцо (усадьба, деревня) Горнешно находилось в Боровенской волости, а в 1924—1927 — в Лучкинской волости Валдайского уезда Новгородской губернии.
Сельцо Горнешно (Васильевское) отмечено на картах 1788, 1812, 1816, 1826—1840.
В первой половине XIX века в сельце Горнешно была выстроена усадьба. В середине XIX века усадьба Горничное принадлежала помещику Лонгинову. После смерти г. Лонгвинова, усадьба досталась его зятю Е. Н. Щербакову. Затем до 1861 года имением владел помещик Клюпфель. В 1879 году в деревне Горнешно насчитывалось 14 крестьянских дворов и проживало 26 мужчин и 28 женщин, а в усадьбе — 4 мужчины и женщина. В начале XX века умер подполковник Л. Н. Фуфаевский — следующий владелец усадьбы, его вдова — Александра Денисовна продала усадьбу последнему владельцу — генералу Николаю Петровичу Демидову, который занялся мелиорацией окрестных полей, построил в деревне маслодельню и открыл магазин. В 1909 году в деревне Горнешно проживало 36 мужчин и 50 женщин, а в усадьбе 7 мужчин и 5 женщин.
В 1927—1959 Горнешно — в составе Перевозского сельсовета Окуловского района.
В период коллективизации жители деревни начали работать в колхозе «Красное Горнешно» и в совхозе «Горы», а в 1957 году — в совхозе «Путиловец».
В 1959 Перевозский сельсовет был упразднён, деревня Горнешно вошла в состав Турбинного сельсовета с центром в деревне Боровно.
В 1966—1979 Горнешно было центром выделенного из Турбинного Горнешненского сельсовета, включавшего в том числе деревни Перевоз и Тухили.
В 1979 Горнешненский сельсовет был включён в состав Турбинного сельсовета с центром в деревне Мельница.